# Biserica Sfântul Dumitru din Bârlad
Biserica Sfântul Dumitru din Bârlad este un monument istoric aflat pe teritoriul municipiului Bârlad.
Biserică construită între 1830-1833, pe locul unei biserici mai vechi, de lemn, cea actuală refăcută după incendiul 1888, sfintită în 1894, când este construită si clopotnita.